# Leibgarde-Kosaken
Die Leibgarde-Kosaken waren eine Elitetruppe der russischen Armee, die zum Gardekorps und zur Eskorte (russisch konwoi) des russischen Zaren (russisch Собственный Его Императорского Величества Конвой) gehörte.
Es bestanden 
1. das 1. und 2. Leibgarde-Don-Kosaken-Regiment, der 1. Gardekavalleriedivision unterstellt, mit dem Regiment des Zaren (Лейб-гвардии Казачий Его Величества полк) und dem Ataman-Regiment des Thronfolgers (Лейб-Гвардии Атаманский Его Императорского Высочества Наследника Цесаревича полк). Jedes Regiment hatte 4 Eskadrons.
2. die Leibgarde-Ural-Eskadron (Лейб-гвардии Уральская казачья Его Величества сотня)
3. die 6. Leibgarde-Don-Batterie (Лейб-гвардии 6-я Донская казачья Его Величества батарея) mit bespannten Geschützen, die zur reitenden Garde-Artilleriebrigade gehörte.

Die 1. und 2. Leibgarde-Kuban- sowie die 3. und 4. Leibgarde-Terekkosaken-Sotnie zu je 130, im Krieg 245 Kosaken, bildete den Konvoi des Zaren.